# Hokejová rvačka v Piešťanech 1987
Hokejová rvačka v Piešťanech 1987 je nechvalně proslulá rvačka mezi juniorskými hokejovými týmy Kanady a Sovětského svazu během závěrečného zápasu Mistrovství světa juniorů v ledním hokeji roku 1987, který se hrál 4. ledna toho roku v Piešťanech. Rvačka vyústila v diskvalifikaci obou týmů, což více poškodilo Kanaďany, kteří ztratili šanci na zisk zlaté medaile, zatímco Sovětský svaz již byl v té době mimo medailové pozice. Rvačku, označovanou za největší v dějinách hokeje, nejvíce proslavilo rozhodnutí vypnout v aréně všechna světla v naději, že šarvátka tak bude ukončena. Hráči sice ještě nějakou chvíli v potyčkách pokračovali i potmě, ale nakonec rvačku po více než 20 minutách od jejího vypuknutí ukončili. Část viny na eskalaci násilí byla připisována i nesprávným rozhodnutím norského rozhodčího Hanse Rønninga, který byl pro zápas vybrán spíše z důvodů předpokládané neutrality než pro své soudcovské zkušenosti.
Krátce po incidentu Mezinárodní federace ledního hokeje (IIHF) suspendovala hráče, kteří se do rvačky zapojili, na 18 měsíců a jejich trenéry na tři roky. Hráčům byl trest později po odvolání změněn na šest měsíců, což umožnilo několika z nich účast na juniorském mistrovství světa v Moskvě následujícího roku, kde Kanada zvítězila a Sovětský svaz obsadil druhé místo.
Tato rvačka v Kanadě velmi znatelně zvýšila popularitu juniorského mistrovství světa. Velkou oblibu si získal také hokejový analytik Don Cherry z vysílací společnosti Canadian Broadcasting Corporation (CBC), který ji kanadským divákům ve svých komentářích prezentoval velmi zapáleným a vlasteneckým způsobem. Většina kanadských a několik sovětských hráčů, včetně Brendana Shanahana, Theorena Fleuryho, Sergeje Fjodorova a Alexandra Mogilného, později pokračovalo v kariéře v kanadsko-americké Národní hokejové lize (NHL).

## Pozadí incidentu: dlouholetá rivalita
Reprezentační týmy Kanady a Sovětského svazu byly nesmiřitelnými rivaly hned od té doby, kdy se Sověti poprvé výrazně projevili na mezinárodní hokejové scéně vítězstvím na seniorském mistrovství světa roku 1954. V letech 1963 až 1983 Sověti získali 17 mistrovských titulů, navzdory opakovaným obviněním z kanadské strany, že jejich týmy byly v rozporu s tehdejšími pravidly tvořeny profesionály, kteří se jen vydávali za amatéry. Tento spor nakonec vyústil v kanadský bojkot olympijského hokejového turnaje roku 1972. Nakonec byla ještě v témže roce uspořádána série osmi zápasů, později nazvaná jako série století, v níž se utkali nejlepší sovětští hráči s kanadským výběrem hvězd NHL. V sérii zvítězila Kanada se čtyřmi vítězstvími, třemi porážkami a jednou remízou. Sověti následně vyhráli další sérii roku 1974 proti hvězdám World Hockey Association (konkurenční organizace NHL). Tyto série vedly k vytvoření Kanadského poháru, který se konal pětkrát v letech 1976 až 1991. Kanada pohár vyhrála čtyřikrát a Sovětský svaz jednou.
Mistrovství světa juniorů bylo formálně založeno roku 1977 a od té doby mu dominovala především sovětská juniorská reprezentace, která v době piešťanského turnaje měla na svém kontě již sedm titulů. Kanaďané získali juniorský mistrovský titul poprvé roku 1982 a další roku 1985.
Vzájemná rivalita byla znát i během série dvou exhibičních utkání Rendez-vous '87, která toho roku nahradila tradiční NHL All-Star Game. Hráči NHL zvítězili v prvním utkání 4:3 a Sověti ve druhém 5:3. Následoval Kanadský pohár 1987, v jehož finále, které mělo mimořádně vyrovnaný průběh, Kanada Sověty porazila 2:1 (po zápasech 5:6, 6:5, 6:5). Vítězný gól vstřelil Mario Lemieux po přihrávce Wayna Gretzkyho.

## Zápas Kanada–Sovětský svaz na Mistrovství světa juniorů 1987

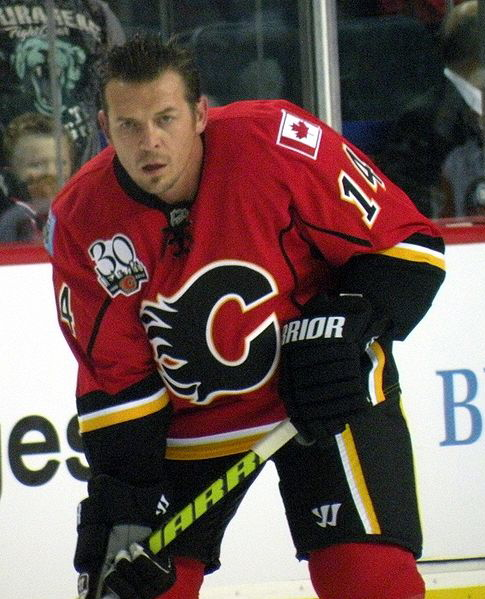
Theoren Fleury, který v zápase rozněcoval vášně sovětských soupeřů, proslul tvrdou hrou i nejrůznějšími výstřelky také během své pozdější kariéry v NHL

Mistrovství světa juniorů se roku 1987 hrálo systémem každý s každým, takže byly medaile udělovány týmům na prvních třech místech tabulky, přičemž při shodném bodovém zisku rozhodoval rozdíl vstřelených a obdržených branek. Turnaje se zúčastnily týmy Československa, Finska, Kanady, Polska, Sovětského svazu, Spojených států, Švédska a Švýcarska. Finský tým měl před závěrečným zápasem Kanada–Sovětský svaz všechna svá utkání již odehraná se zápasovým skóre 5–1–1 a turnaj vedl. Kanada vstupovala do zápasu se Sovětským svazem s bilancí 4–1–1 a měla již jisté nejméně bronzové medaile, vítězství by znamenalo druhé místo za Finskem a vítězství o více než pět gólů by jim zaručilo mistrovský titul. Sovětský svaz již měl za sebou tři porážky a jednu remízu, takže v té době už nemohl mít žádné medailové ambice. Střetnutí Kanady a Sovětského svazu organizátoři úmyslně naplánovali na samotný závěr turnaje, neboť předpokládali, že nejméně jeden z těchto týmů bude bojovat o zlatou medaili.
IIHF nominovala na zápas norského rozhodčího Hanse Rønninga. V jeho prospěch hrála hlavně jeho neutralita, která převážila nad nedostatkem zkušeností se zápasy na mezinárodní úrovni. Poté, co se o jeho nasazení dozvěděl zástupce kanadského týmu Dennis McDonald, vyhledal René Fasela, jednoho z funkcionářů IIHF, a pokoušel se ho přesvědčit, aby byl vybrán jiný rozhodčí. Kromě způsobilosti řídit hru na této úrovni na něm Kanaďanům vadilo také jeho rozhodnutí učiněné o tři zápasy dříve, těsně před střetnutím se Spojenými státy. Před tímto utkáním propukla mezi hráči potyčka, a protože rozhodčí v té době ještě nebyli na ledě, Rønning zcela náhodně vybral z každého týmu jednoho hráče a oba pak dostali trest do konce utkání, což současně znamenalo, že nesměli nastoupit ani v utkání následujícím. Kanada se cítila poškozená, neboť na jejich straně byl vybraným hráčem kapitán týmu Steve Chiasson.
Právě Rønningově nezkušenosti se později přičítalo, že byla důvodem, proč během zápasu se Sověty konflikty na ledě eskalovaly. Rønning ponechal bez trestu několik tvrdých zákroků holí na obou stranách, takže v hráčích postupně narůstal vztek, který nakonec vyústil v hromadnou rvačku.
Po úvodním vhazování fauloval Sergej Šesterikov Kanaďana Davea McLlwaina, který na oplátku sovětského hráče krosčekoval. Ani jeden z nich nebyl potrestán. Po pěti minutách Theoren Fleury vstřelil úvodní kanadský gól. Na jeho oslavu se sklouzl po kolenou přes střed kluziště, přičemž hokejku držel jako samopal a předstíral, že střílí po sovětské střídačce. Prezident Kanadské amatérské hokejové asociace Murray Costello to později označil za čin, který zbytečně podnítil vášně a který postrádal jakýkoliv respekt k soupeři. První třetina pokračovala v podobném duchu, kdy hráči obou týmů opakovaně napadali soupeře. Kanada na konci třetiny vedla 3:1. Během přestávky Fleury v interview pro CBC prohlásil, že kanadští hráči jsou na cestě za zlatou medailí a zároveň několikrát velmi vzrušeně opakoval, že na ledě vládne silné napětí a emoce.
Na začátku druhé třetiny byla hra na moment přerušena, aby chvilkou ticha byli uctěni čtyři hráči kanadského juniorského klubu Swift Current Broncos, kteří zahynuli, když jejich autobus o pět dní dříve havaroval v Saskatchewanu. Následujících pět minut se hra trochu zklidnila, pak ale byl po menší potyčce vyloučen z každého mužstva jeden hráč a hokejisté obou týmů se opět vrátili k předchozímu strkání a sekání. Každému týmu se ještě podařilo vstřelit po jednom gólu, takže skóre dosáhlo stavu 4–2.

### Šarvátka
Jako první se začali po vzájemné srážce prát Šesterikov s Everettem Sanipassem. Pak sovětský hráč Pavel Kostičkin sekl hokejkou drženou oběma rukama Fleuryho a další potyčka propukla poté, co Sanipass Rønninga upozornil na Kostičkinův faul. Rvačka rychle eskalovala a brzy se do ní zapletli všichni hokejisté přítomní na ledě. Prvním hráčem, který se do ní zapojil ze střídačky, byl Jevgenij Davydov, a vzápětí následovali prakticky všichni hráči z obou týmů.
Rvačka byla chvílemi velice násilná. Velmi zuřivě spolu bojovali Mike Keane a Valerij Zelepukin. Vladimir Konstantinov uštědřil Gregu Hawgoodovi tak silný úder hlavou, že mu zlomil nos. Brendan Shanahan ránu později popsal jako „tu nejsilnější hlavičku, jakou kdy viděl“. Do Stephana Roye se pustili dva sovětští hráči. Přestože se rozhodčí snažili rvačku ukončit, hráči dál ve dvojicích bojovali. Na ledě se odehrávalo více než deset samostatných potyček současně.
Když už bylo jasné že Rønning a čároví rozhodčí nejsou schopni situaci dostat pod kontrolu, opustili na pokyn organizátorů led. V zoufalém pokusu šarvátku ukončit nakonec organizátoři vypnuli v aréně světla, ovšem hráči se prali i potmě, zatímco diváci na projev nesouhlasu s celou situací hlasitě pískali. Když boj konečně ustal, funkcionáři IIHF nařídili zápas ukončit. Během bitky i po ní se z ochozů ozývalo skandování „My chceme hokej.“

## Tresty
IIHF uspořádala v prostorách arény mimořádnou schůzi, jejímž cílem bylo rozhodnout, jak incident vyřešit. Schůzi vedl prezident IIHF Günther Sabetzki a každý tým na ní měl svého zástupce. Závěrečné hlasování skončilo výsledkem 8:1 ve prospěch vyloučení obou týmů z turnaje; jediný odmítavý hlas pocházel od kanadského delegáta Dennise McDonalda. McDonalda hlasování velmi popudilo, neboť s ohledem na umístění v tabulce je poškozovalo mnohem více, než Sověty, kterým už prakticky o nic nešlo. Zástupci finského, československého a švédského týmu byli ovlivněni faktem, že vyloučení Kanady jim umožnilo udržet, vylepšit či získat medailové pozice, Američané slíbili, že Kanadu podpoří pouze pokud tak učiní i další týmy, a Sabetzki údajně stěží skrýval svůj despekt vůči kanadskému týmu.
Po tomto rozhodnutí se tedy juniorským mistrem světa stalo Finsko, druhé místo obsadilo Československo a třetí skončilo Švédsko. Přestože oba znesvářené týmy byly z mistrovství vyloučeny, organizátoři je pozvali na závěrečný banket a na předávání medailí. McDonald odpověděl, že Kanaďané nemají zájem, na což Sabetzki a českoslovenští funkcionáři zareagovali nařízením, že kanadský tým musí arénu opustit do půl hodiny. Během odjezdu byli Kanaďané doprovázeni ozbrojenými vojáky, kteří je eskortovali až za hranice Československa. IIHF zrušila postavení obou týmů v tabulce šampionátu a vynulovala i individuální statistiky hráčů. McDonald k tomu později poznamenal, že vše bylo uvedeno do stavu, jako by na turnaji nikdy nebyli. Rozhodčí Rønning měl po zápase vyhotovit zápis o jeho průběhu, ovšem vzhledem k nastalému chaosu tak učinil až po svém návratu do Norska.
Oba týmy se pokoušely svalit vinu za to, že se násilnosti na ledě vymkly kontrole, na ten druhý. Sovětský funkcionář Anatolij Kostrjukov obvinil kanadského trenéra, že podnítil nepřátelství tím, že se rozběhl k sovětské lavičce a udeřil jednoho z asistentů trenéra. Kanaďané zase poukazovali na fakt, že to byl sovětský hráč Jevgenij Davydov, kdo jako první opustil střídačku a zažehl tak jiskru, která rozpoutala hromadnou bitku. Komentátor společnosti CBC přišel s konspirační teorií, že Sověti rvačku rozpoutali úmyslně s cílem zabránit Kanadě v zisku medaile. Ozvaly se i hlasy, že rozhodnutí IIHF by bylo zcela odlišné, pokud by se Sověti v danou chvíli nacházeli na medailových pozicích.
IIHF odhlasovala, že všichni hráči, kteří se rvačky účastnili, budou vyloučeni ze všech mezinárodních soutěžních utkání na dobu 18 měsíců, a jejich trenéři na dobu tří let. Toto pozastavení účasti bylo později zkráceno na šest měsíců, což umožnilo mladším hráčům, jako byli Fleury či Mogilnyj, aby se zúčastnili juniorského mistrovství světa v nadcházejícím roce. 18měsíční zákaz by hráčům také znemožnil účast na Zimních olympijských hrách roku 1988 v Calgary. IIHF rovněž zvažovala, že oba týmy budou muset před dalším mistrovstvím nuceně sestoupit do skupiny B, ale nakonec od toho ustoupila, neboť v dalším roce se měl mistrovský turnaj konat v Sovětském svazu a Kanada v té době jako jediná zajišťovala turnaji příjem z prodeje vysílacích práv.
Z kanadských hráčů nebyli potrestáni pouze dva: Jimmy Waite a Pierre Turgeon, kteří během rvačky zůstali na střídačce. Waite se později vyjádřil, že nechtěl riskovat vyloučení, čímž by Kanadě zkomplikoval situaci v případě, že by hra pokračovala, neboť druhý brankář Shawn Simpson byl zraněn. Steve Nemeth později žádal o zkrácení trestu s odůvodněním, že se rvačky aktivně neúčastnil, ale pouze se snažil odtrhovat hráče od sebe. Roku 2006 vyšla o události kniha When the Lights Went Out, v níž kanadský novinář Gare Joyce také vyzpovídal tehdejší aktéry zápasu. Z jeho rozhovorů vyplynulo, že mnoho tehdejších spoluhráčů nikdy Waitovi a zejména Turgeonovi nezapomnělo, že jim v šarvátce, které se účastnili všichni sovětští hráči bez výjimky, nepomohli.

## Dozvuky
Mistrovství světa juniorů roku 1988 v Moskvě vyhrála Kanada a Sovětský svaz skončil druhý, přičemž oba týmy měly ve svém středu několik hráčů, kteří se účastnili turnaje předchozího roku. Tyto dva týmy si i v dalších letech udržely na juniorském mistrovství své dominantní postavení: Kanada vyhrála v letech 1988 až 2008 12 zlatých medailí a Sovětský svaz, a jeho nástupce Rusko, 5 zlatých medailí.
Jmenování Hanse Rønninga hlavním rozhodčím zápasu, který měl být vrcholem juniorského mistrovství světa v Piešťanech, vnímala řada lidí také jako určitou poklonu organizátorům z Lillehammeru, kteří zrovna vyhráli právo hostit Zimní olympijské hry v roce 1994 a kteří zápas sledovali. Rønningovi bylo v té době již 38 let a počítal s tím, že tento turnaj bude jedním z posledních, které ještě bude na mezinárodní scéně řídit. Po tomto zápase však už nikdy žádné mezinárodní utkání neřídil, ačkoliv v Norsku ještě odpískal dvě další sezóny.
Od kanadské veřejnosti se jejich hráčům dostalo široké podpory; podle výsledků anket uspořádaných krátce po kritickém zápase hráče podporovalo 87–92 % dotázaných respondentů. Sportovní komentátor CBC Don Cherry si svou vášnivou obhajobou kanadského týmu vysloužil prudký nárůst vlastní popularity. Harold Ballard, majitel kanadského klubu Toronto Maple Leafs, nechal pro kanadské hráče vyrobit speciální zlaté medaile, a vyjádřil názor, že Sověti celou záležitost vyprovokovali, protože měli strach se vrátit domů se šestým místem.
Kanadští hokejoví funkcionáři však hráče za potyčku odsuzovali. Už krátce po skončení turnaje se snažili od týmu distancovat, za což si vysloužili kritiku některých novinářů. Roku 2005 se objevil návrh na uspořádání vzpomínkového setkání kanadských hráčů, kteří se roku 1987 turnaje účastnili, ovšem u funkcionářů hokejové federace Hockey Canada se setkal jen s mlčením nebo vyhýbavými odpověďmi.
Před turnajem v Piešťanech nemělo juniorské mistrovství světa v Kanadě moc velkou popularitu. Roku 1987 na turnaj odletěl pouze jeden kanadský reportér. Situace roku 1988 však již byla dramaticky odlišná a do Moskvy své reportéry vyslala většina hlavních kanadských médií. Od té doby prestiž turnaje v Kanadě stoupala a dění na mistrovství v Grand Forks ve Spojených státech roku 2005 pokrývalo již 100 kanadských reportérů.
Rovněž v Rusku se dodnes objevují velmi patriotické pohledy na celý incident. Podle článku zveřejněném v ruském deníku Sport Express v dubnu 2008 se mladí sovětští hokejisté roku 1987 sice nevrátili s vítězstvím, ale tvář neztratili, a zápas s Kanadou jim měl být dobrou zkušeností, že nejdůležitější je cítit sounáležitost s týmem. Přímo po incidentu však sovětští funkcionáři podobně jako kanadští vnímali rvačku jako ostudu, zvláště když sovětské týmy si vždy zakládaly na své disciplíně. Jeden z významných funkcionářů, Anatolij Kostrjukov, prohlásil, že sovětská hokejová federace vyhodnotí představení sovětského týmu na šampionátu a viníci incidentu budou přísně potrestáni. Komentáře Tiskové agentury Sovětského svazu byly rovněž velmi kritické vůči neschopnosti trenérů udržet hráče pod kontrolou. Hlavní trenér Vladimir Vasiljev byl od sovětského juniorského reprezentačního týmu odvolán.
Československý dobový tisk referoval o zrušeném utkání jen velmi stručně. Deník Československý sport a týdeník Stadion se omezily na konstatování, že oba týmy byly po právu z turnaje vyloučeny, aniž by zaujaly nějaké stanovisko, který z nich nese větší vinu. Týdeník Gól dokonce pouze několika větami informoval, že utkání bylo po „ostudné“ rvačce ukončeno a oba týmy vyloučeny. Deník Rudé právo ve svém stručném komentáři sice rovněž konstatuje nemožnost určit jednoznačnou vinu, ovšem současně vyjádřil názor, že hráči Kanady, kteří ukázali malou psychickou odolnost již v utkání se Spojenými státy, se v utkání snažili zvítězit za každou cenu, včetně hrubostí. Částečnou vinu podle deníku nesli také rozhodčí Rønning, který kanadské hráče nedokázal ukáznit ani v jednom z těchto dvou utkání, a trenéři obou týmů.

## Hráči

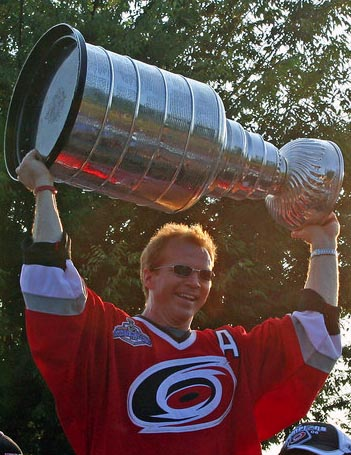
Glen Wesley byl jeden z účastníků Mistrovství světa juniorů 1987. Později pokračoval v úspěšné kariéře v NHL, včetně zisku Stanleyova poháru roku 2006.

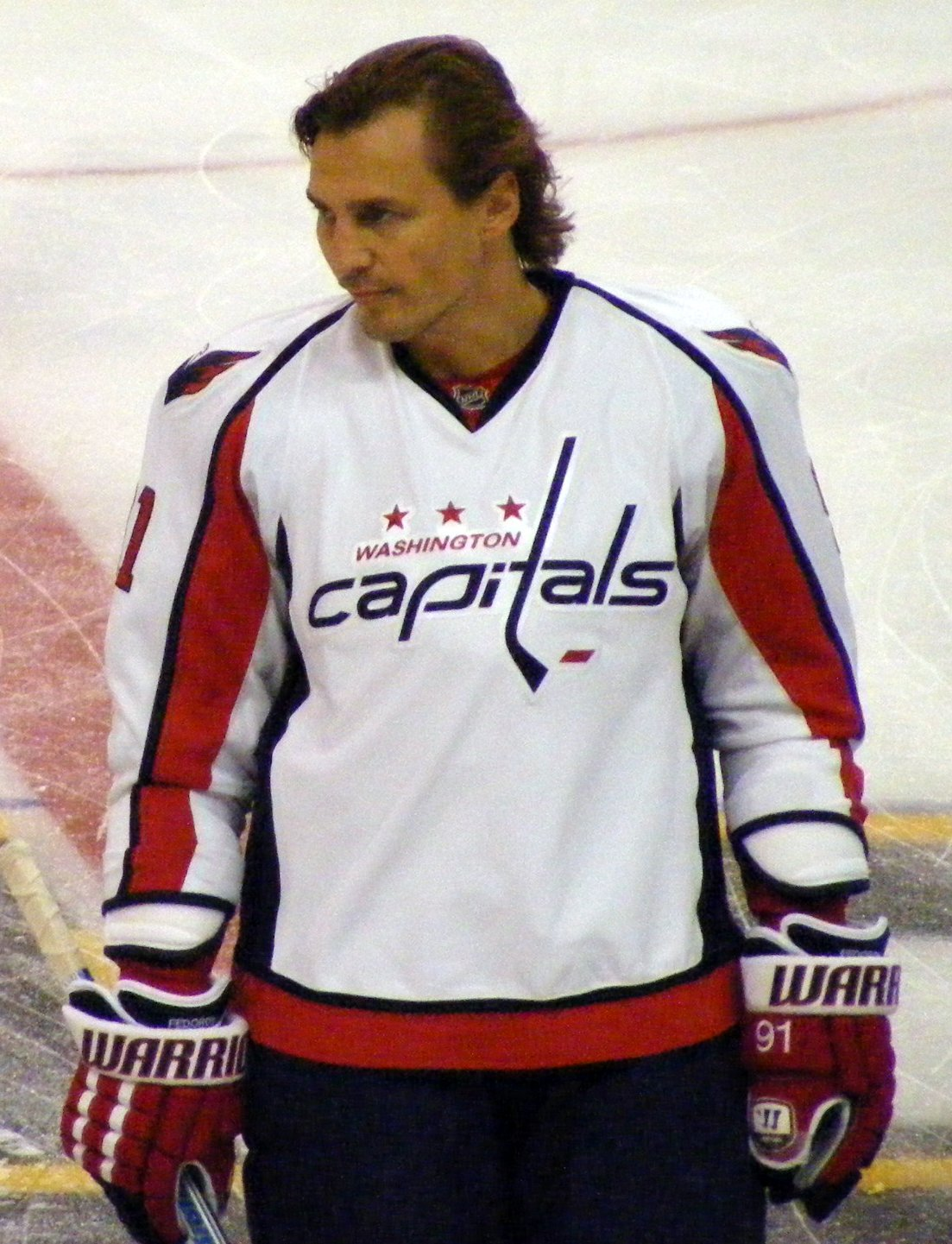
Sergej Fjodorov byl jedním z první velké vlny hráčů, která dorazila do NHL z východního bloku; jeho kariéra zde byla velmi úspěšná a vyvrcholila ziskem Stanleyova poháru v letech 1997 a 1998

Z 20 hráčů, kteří nastoupili za Kanadu v tomto zápase, jich později 19 pokračovalo v kariéře v NHL. Před šampionátem se v zápasech kanadsko-americké Národní hokejové ligy objevil pouze jeden hráč ze Sovětského svazu, Viktor Nečajev, ovšem mnozí junioři, kteří v Piešťanech reprezentovali Sovětský svaz, se později stali součástí první vlny hokejistů z východního bloku, která dorazila do NHL krátce po pádu železné opony na počátku 90. let. Pět z nich se zapsalo mezi vítěze Stanleyova poháru.
| Hráč             | post    |
| ---------------- | ------- |
| Shawn Simpson    | brankář |
| Jimmy Waite      | brankář |
| Greg Hawgood     | obránce |
| Glen Wesley      | obránce |
| Steve Chiasson   | obránce |
| Chris Joseph     | obránce |
| Kerry Huffman    | obránce |
| Luke Richardson  | obránce |
| Yvon Corriveau   | útočník |
| Theoren Fleury   | útočník |
| Mike Keane       | útočník |
| Everett Sanipass | útočník |
| Dave McLlwain    | útočník |
| Pat Elynuik      | útočník |
| Scott Metcalfe   | útočník |
| Brendan Shanahan | útočník |
| Steve Nemeth     | útočník |
| Pierre Turgeon   | útočník |
| Stephane Roy     | útočník |
| David Latta      | útočník |

| Hráč                  | post    |
| --------------------- | ------- |
| Vadim Privalov        | brankář |
| Valerij Ivannikov     | brankář |
| Dmitrij Cygurov       | obránce |
| Andrej Smirnov        | obránce |
| Vladimir Konstantinov | obránce |
| Vladimir Malachov     | obránce |
| Igor Monajenkov       | obránce |
| Vadim Musatov         | obránce |
| Alexandr Mogilnyj     | útočník |
| Valerij Zeljopukin    | útočník |
| Alexandr Kerč         | útočník |
| Sergej Šesterikov     | útočník |
| Jevgenij Davydov      | útočník |
| Sergej Fjodorov       | útočník |
| Alexandr Galčenjuk    | útočník |
| Pavel Kostičkin       | útočník |
| Dmitrij Medveděv      | útočník |
| Sergej Osipov         | útočník |
| Valerij Popov         | útočník |
| Anton Zagorodnyj      | útočník |